# Okręty podwodne projektu 633
Okręty podwodne projektu 633 (kod NATO Romeo) – typ radzieckich średnich okrętów podwodnych o napędzie diesel-elektrycznym. Okręty zaczęły wchodzić do służby w latach 50 XX w.

## Historia
Prace nad okrętami projektu 633 rozpoczęły się w sierpniu 1955. Konstruktorzy przy opracowywaniu nowych jednostek bazowali na rozwiązaniach zastosowanych w okrętach projektu 613. Na okrętach powiększono zbiorniki paliwa, co spowodowało zwiększenie się ich zasięgu. Dopracowano także konstrukcję kadłuba dla maksymalnego zmniejszenia oporów hydrodynamicznych. Dzięki zastosowaniu stali o większej wytrzymałości, zwiększeniu uległa operacyjna głębokość zanurzenia.
Stępkę pod pierwszy okręty typu 633, który nosił oznaczenie K-350, położono 22 października 1957. Wodowanie nastąpiło 30 maja 1958, a wejście do służby – 26 grudnia 1959.
Zgodnie z opracowanymi w 1956 planami, miało być zbudowane aż 560 okrętów tego typu, jednak z powodu sukcesów w opracowywaniu okrętów podwodnych z napędem atomowym ostatecznie w ZSRR powstały tylko 22 okręty tego typu.
W 1959 Chiny otrzymały od ZSRR dokumentację techniczną okrętów projektu 633 i po wprowadzeniu drobnych zmian rozpoczęły ich seryjną produkcję, która miała miejsce w latach 1960–1964. Łącznie zbudowano tam 88 okrętów, które, systematycznie modernizowane, były również eksportowane do Korei Północnej i Egiptu.
16 kwietnia 2003 doszło do katastrofy chińskiej wersji okrętu typu 633 w wariancie ES5E (kod NATO Ming III) o numerze 361 z 12 Brygady Floty Morza Północnego (Bo Hei). Podczas zanurzania, w wyniku awarii, włączył się silnik wysokoprężny, który zużył cały tlen z wnętrza okrętu. W rezultacie zginęła cała 70 osobowa załoga okrętu. 25 kwietnia 2003 wynurzony peryskop okrętu zauważyli chińscy rybacy, a okręt został doholowany do portu Dalian.